# Советская кинофантастика
Советская кинофантастика представляет собой корпус фильмов, снятых в советский период (1920—1980-е годы), в фантастическом жанре. Значимое влияние на развитие фантастики как жанра кино оказала советская пропаганда, поэтому ранние картины в особенности стремились к раскрытию социальной повестки.
Одной из выдающихся работ в советской фантастике современные критики считают работу Василия Журавлёва «Космический рейс», вышедший на экраны в 1936 году.

## Появление кинофантастики в СССР

#### Формирование жанра
В 1920‑1930-х гг. фантастический кинематограф значительно отличался от мирового стандарта, и на это есть несколько причин. Во-первых, само зарождение этого жанра в советском пространстве пришлось на развитие второй волны, в которой уже произошло утверждение жанровых приёмов и классический набор сюжетов. Поэтому кинематограф сразу же начал работать по определённым канонам, исключив место для экспериментов. Первые фильмы в жанре фантастики вышли в 1920-30-х гг, но после развитие советской фантастики приостановилось вплоть до 1950-х. Это связано с тем, что первые десятилетия жанр не рассматривался как эффективный предмет пропаганды, а напротив, кинофантастика воспринималась как развлечение, отвлекающее граждан от важных задач по строительству социалистического общества.
Полноценное развитие направление получило после начала активного введения пропагандистской кампании: кинофантастика в пятидесятые годы стала значимым элементом в советской государственной пропаганде, чему соответствовал футуристический дух фантастических работ. Также влияние на специфику кинофантастики оказала советская интеллигенция, которая была основным слоем населения, заинтересованная в фантастике, как в жанре. Именно представители этого сословия были авторами и потребителями кинофантастики в начале 1930-х.

## Фильмы

#### Аэлита (1924)
Аэлита — первый фантастический советский фильм, снятый режиссёром Яковым Протазановым. Фильм основан на истории о космических и других приключениях красноармейца Гусева, а также о победе революционного марсианского пролетариата, который равнялся на передовых рабочих шестой части планеты Земля. В этом фильме фантастика выступает приёмом, чтобы рассказать о социальных, политических и моральных проблемах.
Фильм получил смешанные отзывы как от критиков, так и от зрителей. Официальное советское киноведение, представленное Николаем Лебедевым, отмечало, что попытка создать масштабный и сенсационный фильм с целью угодить как отечественной, так и зарубежной аудитории, оказалась неудачной. Фильм не нашёл отклика ни у советской, ни у зарубежной публики, и его восприняли без особого энтузиазма, что привело к провалу на вторых и третьих экранах и низкому интересу за границей.
Михаил Трофименков, кинокритик XXI века, также согласился с мнением Лебедева, подчеркнув, что попытка Протазанова создать современный и авангардный фильм оказалась неудачной. Он отметил, что сюжетная линия с объяснением всего происходящего на экране как сна инженера Лося была воспринята как дешёвый способ выйти из сложного сюжетного лабиринта. Костюмы и головные уборы марсиан, созданные Александрой Экстер, также были восприняты неоднозначно.
Мнения современных зрителей о фильме разделились на два лагеря. Одни восхищаются авангардными декорациями, великолепной игрой актёров немого кино и интересным сочетанием кадров фантастического Марса и послереволюционной России. Другие, напротив, считают фильм скучным и неинтересным, критикуя его за излишние переделки и натянутость сюжета.

#### Космический Рейс (1936)
Фильм рассказывает о первом советском полёте на Луну. Под руководством профессора Седых команда, состоящая из молодого инженера Виктора Орлова и девушки-астронавта Маргариты Коваль, готовится к этому историческому событию. Вопреки планам, к ним присоединяется юный пассажир «заяц» Андрюша. После запуска ракеты, команда преодолевает трудности и успешно достигает Луны, исследуя её поверхность. Возвращение на Землю проходит благополучно, завершая захватывающее и научно значимое приключение.
Работа режиссёра Василия Журавлёва получила признание как среди зрителей, так и среди критиков, особенно за свою техническую сторону и футуристическое видение. Киноведы Сергей Каптерев и Андрей Вяткин высоко оценили научную точность фильма, отмечая впечатляющие детали будущей земной жизни и межпланетного путешествия. Каптерев подчеркнул, что футуристические архитектурные макеты и высадка на Луну стали главными особенностями и успехом фильма. Вяткин отметил, что научная сторона была почти безупречной, хотя художественный уровень был намеренно занижен, чтобы не затмить научные аспекты.
Многие зрители восхищались техническим качеством фильма, особенно в сравнении с более поздними советскими фантастическими работами. Они отмечали высокую техническую проработку космоса и сцены на Луне, а также выразительную игру актёров. Зрители признали, что фильм был наивен в отношении техники полёта, но это не умаляло его впечатляющего визуального исполнения. Фильм сравнивали с другими технически сложными картинами тех лет, такими как «Новый Гулливер» и «Приключения Буратино». Некоторые зрители называли «Космический рейс» шедевром советской кинофантастики и ставили его в один ряд с «Планетой бурь». Таким образом, «Космический рейс» был воспринят как важный вклад в развитие советского научно-фантастического кино, несмотря на некоторые критические замечания относительно его художественной составляющей.
Солярис (1972)
На космической станции, находящейся на орбите далёкой планеты Солярис, происходят странные и загадочные события. Астронавт Крис Кельвин, прибывший на станцию, обнаруживает, что океан планеты способен материализовать человеческие воспоминания, в результате чего на станции появляются «гости» — призраки прошлого. Крис сталкивается с реинкарнацией своей покойной жены Хари, которая покончила с собой много лет назад.
Образ «Соляриса» в отечественной кинокритике подвергался глубокому анализу с разных сторон, отражая разнообразие мнений и интерпретаций. В частности, Ирина Зоркая (1973) отмечает, что фильм Тарковского решает пресловутую проблему контакта через любовь и человечность, противопоставляя её космическому отчуждению. Это позволяет взглянуть на «Солярис» как на произведение, в котором земные чувства побеждают бездушный космос, создавая новую интерпретацию романа Лема.
Юрий Ханютин (1975) подчёркивает, что «Солярис» задаётся вопросом о том, что человек несёт с собой в космос — жестокость или человечность. Он видит фильм как размышление о взаимоотношении человека и технического прогресса, о необходимости сохранять нравственные принципы наряду с научными достижениями. Сергей Кудрявцев рассматривает «Солярис» как метафору необходимости оставаться человеком в любых условиях, признавая его фильмом о любви к Земле и человечеству. Он отмечает, что работы Тарковского требуют максимальной сосредоточенности и желания понять, что также характерно для восприятия высокого искусства.
«Солярис» Андрея Тарковского рассматривается как глубокое философское произведение, поднимающее важные вопросы о человеке, науке и нравственности.